# Lieuran-Cabrières
Lieuran-Cabrières is een gemeente in het Franse departement Hérault (regio Occitanie) en telt 184 inwoners (1999). De gemeente werd op 1 januari 2017 overgeheveld van het arrondissement Béziers naar het arrondissement Lodève.

## Geografie
De oppervlakte van Lieuran-Cabrières bedraagt 6,1 km², de bevolkingsdichtheid is 30,2 inwoners per km².

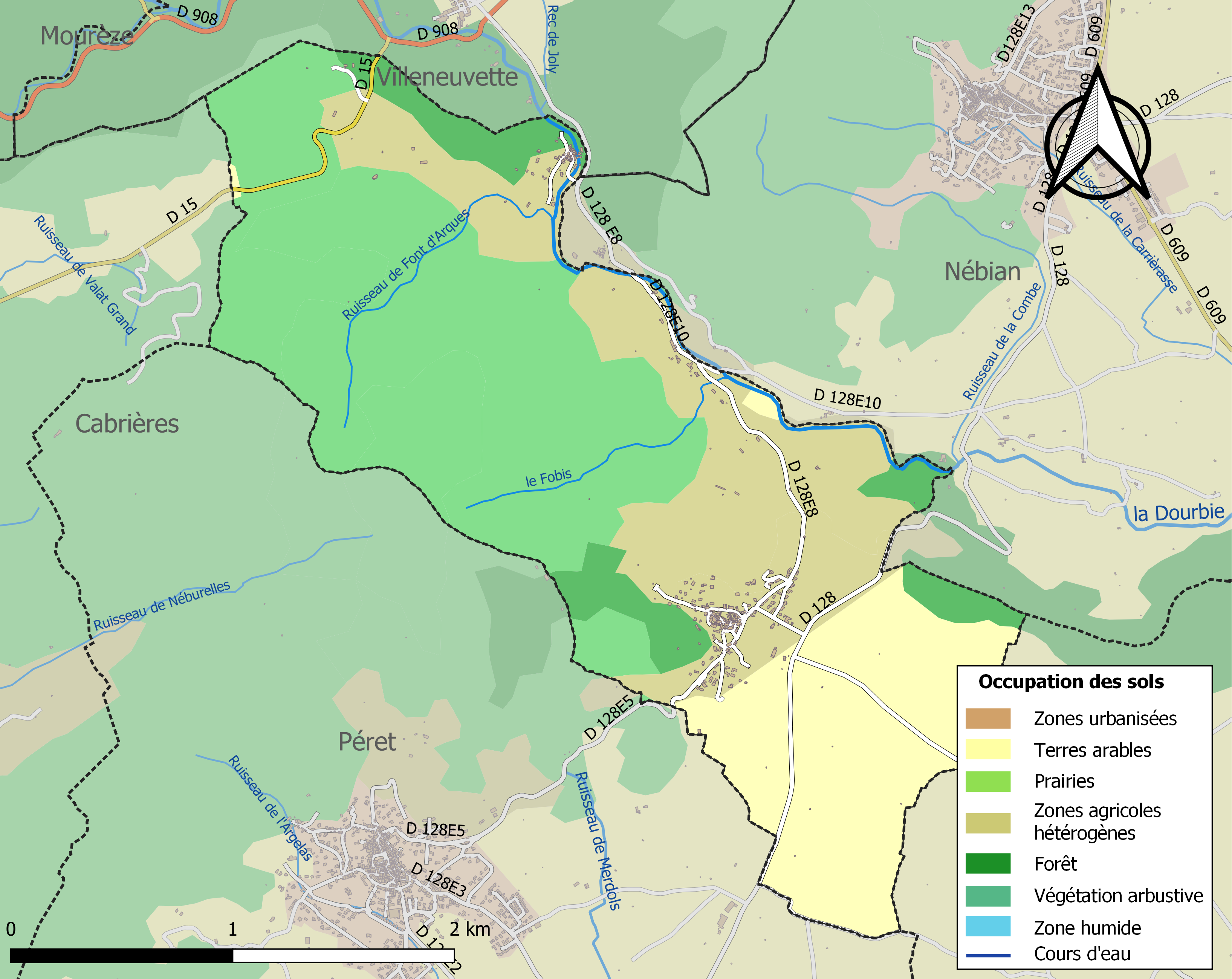
Kaart van de gemeente met de belangrijkste infrastructuur, bodemgebruik en omliggende gemeenten

## Demografie
Onderstaande figuur toont het verloop van het inwonertal (bron: INSEE-tellingen).